# 서산 개심사 명부전
개심사명부전(開心寺冥府殿)은 대한민국 충청남도 서산시 운산면, 개심사에 있는 조선시대의 건축물이다. 1984년 5월 17일 충청남도의 문화재자료 제194호로 지정되었다.

## 개요
절의 기록에 의하면 개심사는 백제 의자왕 14년 혜감국사가 지었다고 되어 있다. 개심사 경내에는 보물 제143호로 지정된 개심사대웅전을 비롯하여 명부전, 심검당, 무량수각 등 여러 건물이 남아 있다.
명부전은 지장보살을 모시는 전당으로, 기록에 따르면 조선 인조 24년(1646)에 세웠다.
앞면 3칸·옆면 3칸 규모로, 지붕은 옆면에서 볼 때 사람 인(人)자 모양인 맞배지붕이다. 지붕 처마를 받치기 위해 장식하여 만든 공포는 새 날개 모양의 익공 양식으로 꾸몄다.
건물 안쪽은 천장의 뼈대가 그대로 드러나 있는 연등천장으로 되어 있으며 기둥이 없어서 넓어 보이는 공간에 천불지장보살좌상과 시왕상(十王像)을 모시고 있다.

## 현지 안내문
명부전은 지장보살을 중심으로 염라대왕 등 10대왕을 봉안한 절의 전각이다. 원래는 대웅전 다음으로 중요시 되던 건물이었다.
자연석을 다듬어 기단을 만들었으며, 위에 다듬지 않은 주춧돌을 놓고 원형기둥을 세워 정면 3칸, 측면 3칸의 평면으로 건립되었다. 맞배지붕이며, 측면에 비바람을 막기 위한 널판지가 있는 조선 초기의 건물이다. 내부 바닥은 우물마루를 깔고 그 뒷면으로 불단을 조성하여 철로 만든 지장보살과 10대왕을 안치하였는데, 기도의 효과가 크다고 하여 참배객들이 끊이지 않고 있다. 출입문 좌우에는 사람과 같은 크기의 사자상을 세워두었다.

## 같이 보기
- 개심사

## 참고 자료
- 개심사명부전 - 국가유산청 국가유산포털